# Ramón R. de la Vega
Ramón R. de la Vega Escamilla (1811-1896) fue un artesano, militar, empresario, estadista, filántropo, periodista y político mexicano, gobernador de Colima de 1861-1865, así como Benemérito del Estado de Colima, México. 
Nació en Zapotlán, Jalisco, el 11 de septiembre de 1811, siendo hijo del capitán Agustín de la Vega y de Ramona Escamilla, pero se trasladó en su infancia a Colima, donde realizó su labor.
A de la Vega se le debe la Reforma Educativa y el establecimiento de las escuelas normales para hombres y mujeres, que es el antecedente de la Escuela Normal de Colima. Posteriormente fundó el Liceo de Varones, que fue semillero de grandes figuras colimenses. Además, buscó que Colima se conociera a nivel mundial, por lo que elaboró diversos estudios geográficos y estadísticos. 
El 16 de noviembre de 1867, luego de tres años de ausencia del Poder Legislativo, se instaló la IV Legislatura del Estado y abrió sus sesiones. Como primera resolución legislativa, se procedió a la elección del gobernador y fue reelecto Ramón R. de la Vega.
Publicó los primeros periódicos colimenses: "El Popular" y "La Unión". Por su Iniciativa se publicó la Obra "Noticias geográfico-estadísticas de Harcón". Junto con Longinos Banda y Antonio Fever, escribió el Ensayo estadístico del territorio de Colima. Fue uno de los Gobernantes de Colima durante el periodo 1861-1865. La terminación de la línea telegráfica de Colima a Guadalajara fue posible por su intervención directa. Al término de su mandato, se tituló de profesor y fue director de Educación del Estado con el gobernador Doroteo López. Murió en 1896. El Congreso lo nombró Benemérito del estado el 7 de noviembre de 1896.
| Predecesor: Julio García       | Gobernador de Colima 1862 - 1864 | Sucesor: Julio García       |
| Predecesor: José María Mendoza | Gobernador de Colima 1867 - 1869 | Sucesor: Francisco J. Cueva |

- Datos: Q6099971